# بوبا شوبرت
بوبا شوبرت (بالإنجليزية: Bubba Shobert)‏ هو متسابق دراجات نارية أمريكي. نافس في سباقات بطولة العالم لفئة 500 سي سي ولفئة 250 سي سي ولفئة 50 سي سي. كما شارك في بطولة العالم للسوبربايك.

## روابط خارجية
- بوبا شوبرت على موقع MotoGP.com (الإنجليزية)
- بوبا شوبرت على موقع WorldSBK.com (الإنجليزية)